# (6860) Sims
(6860) Sims (1991 CS1) – planetoida z pasa głównego asteroid okrążająca Słońce w ciągu 5,51 lat w średniej odległości 3,12 j.a. Odkryta 11 lutego 1991 roku.